# Чистка (франшиза)

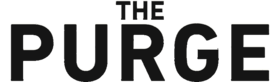

«Чистка» (Судна ніч) (англ. The Purge) — є американською франшизою, яка включає серію фільмів-жахів, фільмів-антиутопій, виробництва Blumhouse Productions і Platinum Dunes і розповсюджуваного Universal Pictures, в основному створена Джеймсом ДеМонако. Фільми представляють найближче антиутопічне майбутнє Америки, яка відзначає щорічне національне свято, відоме як «Чистка», в якому всі злочини, включаючи вбивства, є законними протягом 12 годин, а ті громадяни, які не хочуть брати в «Чистці» участь, намагаються зберегти своє життя.

## Фільми
Франшиза розпочалася в 2013 році з фільму «Чистка», режисером якого був творець франшизи ДеМонако, який також керував трьома продовженнями і приквелом, включаючи «Судна ніч назавжди», який, як натякав він в інтерв'ю, може бути кінцем франшизи.  Окрім фільмів, франшиза породила телесеріал, який вперше з'явився на екранах 4 вересня 2018 року, для якого ДеМонако написав пілотний епізод.
| Фільм               | Дата виходу в США | Директор (и)       | Сценарист (и)   | Виробник (и)                                                                          |
| ------------------- | ----------------- | ------------------ | --------------- | ------------------------------------------------------------------------------------- |
| Чистка              | 7 червня 2013     | Джеймс ДеМонако    | Джеймс ДеМонако | Джейсон Блюм, Майкл Бей, Ендрю Форм, Бред Фуллер, Себастьян Лемерсьє                  |
| Чистка: анархія     | 18 липня 2014     | Джеймс ДеМонако    | Джеймс ДеМонако | Джейсон Блюм, Майкл Бей, Ендрю Форм, Бред Фуллер, Себастьян Лемерсьє                  |
| Чистка: Рік виборів | 1 липня 2016      | Джеймс ДеМонако    | Джеймс ДеМонако | Джейсон Блюм, Майкл Бей, Ендрю Форм, Бред Фуллер, Себастьян Лемерсьє                  |
| Перша чистка        | 4 липня 2018      | Джерард Мак-Мюррей | Джеймс ДеМонако | Джейсон Блюм, Майкл Бей, Ендрю Форм, Бред Фуллер, Себастьян Лемерсьє, Джеймс Демонако |
| Судна ніч назавжди  | 2 липня 2021      | Еверардо Подагра   | Джеймс ДеМонако | Джейсон Блюм, Майкл Бей, Ендрю Форм, Бред Фуллер, Себастьян Лемерсьє                  |

### Чистка (2013)
Зірки «Чистки» — Ітан Гоук, Ліна Гіді, Макс Буркхолдер, Аделаїда Кейн, Едвін Годж, Тоні Оллер, Різ Вейкфілд та Арія Барейкіс. 
Фільм розповідає про родину Сендін у ніч «Чистки» 2022 року. Сендіни живуть в заможному районі Лос-Анджелеса і разом зі своїми сусідами виявляють патріотизм та підтримку національного свята, демонструючи сині квіти на своїх передніх стовпах. Будинок родини оснащено охоронною системою, щоб перечекати насильство в наступні дванадцять годин, спричинене гуляками, «очищаючими» свої непродуктивні емоції ненависті, ревнощів і люті в шквалі санкціонованого державою хаосу, знищення та вбивства.
Будинок Сендін, захищений нібито високоякісною охоронною системою, яку широко продає  батько сім'ї, стає ціллю маскаризованої групи молодих відпочиваючих "Чистильників". Розчарований тим, що Сендіни дали прихист їх ритуальній жертві, садистський керівник банди загрожує всій родині вбивством, якщо вони не здадуть людину за годину. Коли приїжджає підкріплення з обладнанням, яке їм потрібно щоб пробитися через барикади, чистильникам вдається прорватися, і починаються жорстокі бої з жертвами з обох сторін. Втрачаючи свою перевагу, сім'я була майже приречена, коли їх врятували сусіди, які підривають рештки чистильників, щоб потім оголосити, що життя родини Сендін належить їм. Перериваючи страту родини, незнайомець, через якого розпочався штурм будинку Сендін і якому вдалося уникнути більшості боїв, допомагає Сендін, обеззброюючи заздрізних сусідів. Зіткнувшись із можливістю вбивства своїх сусідів, що в цю ніч було б цілком законно, сім'я вирішує взяти їх у заручники до закінчення ночі «Чистки», ще більше підкресливши їхнє небажання брати участь у святі вбивств. 
Незважаючи на неоднозначні огляди, фільм отримав 89,3 мільйона доларів під час його запуску, що набагато перевищило бюджет 3 мільйонів доларів. Фільм був перетворений у зону страху у 2014 році для щорічних ночей Хеллоуїна Horror Nights Universal Parks &amp; Resorts завдяки його успіху.

### Чистка: Анархія (2014)
Зірки «Чистки: Анархія» — Френк Ґрілло, Кармен Іджого, Зак Гілфорт, Кіле Санчес, Зої Соул.

### Чистка: Рік виборів (2016)
Зірки «Чистки: Рік виборів» — Френк Ґрілло, Елізабет Мітчелл, Майкелті Вільямсон, Джозеф Джуліан Сорія, Бетті Габріель.

### Перша чистка (2018)
Зірки «Першої чистки» — І’лан Ноель, Лекс Скотт Девіс, Джоіван Вейд, Маріса Томей, Стів Гарріс, Ротімі Пол.
Четвертий фільм франшизи став приквелом до трилогії, який показує, як Сполучені Штати дійшли до прийняття Чистки.
Через деякий час після обрання до влади в Сполучених Штатах на тлі економічної та соціальної кризи нової партії  «Нові Батьки-засновники США» (абревіатура англ. NFFA) вони розпочинають експеримент, що потім дістане назву Чистка, який обмежується територією Стейтен-Айленду. Коли на початку експерименту відбувається незначна кількість переважно дрібних злочинів, корумпований голова місцевої влади з партії NFFA вмішується в події, надсилаючи найманців для вбивства бідних мешканців, збільшення людських втрат і отримання підтримки експерименту.

### Судна ніч назавжди (2021)
Зірки «Судна ніч назавжди» — Ана де ла Регера, Теноч Уерта, Джош Лукас, Лівен Рембін, Кессіді Фрімен
П'ятий фільм франшизи, задуманий як останній, є продовженням фільму Чистка: Рік виборів і розповідає про людей, які намагаються врятуватися від чистильників, які продовжують вбивати невинних у ніч традиційної уседозволенності, незважаючи на відміну Чистки.

## Сприйняття
Франшиза отримала, як правило, неоднозначний критичний прийом, головним чином за  сценарій та кліше в історії, але отримала високу оцінку за концепцію, акторську майстерність, стиль та дії. Загальна сума франшизи склала понад 447 мільйонів доларів проти бюджету комбінованого виробництва - 35 мільйонів доларів.